# Рокер Парк
«Рокер Парк» (англ. Roker Park) — футбольний стадіон у Сандерленді, Англія. Побудований у 1897 році і був домашньою ареною футбольного клубу «Сандерленд» до 1997 року, поки не був побудований новий стадіон «Стедіум оф Лайт». До кінця своєї історії стадіон вміщував 22 500 глядачів з невеликою кількістю сидячих місць. У попередні роки місткість «Рокер Парку» була значно вище, рекордним було число 75 118 глядачів на одному матчі.

## Історія
«Рокер Парк» був одним з восьми стадіонів, які приймали чемпіонат світу 1966 року. На арені пройшли три гри групового етапу: тут грали збірні СРСР, Італії та Чилі, всі матчі були зіграні між цими збірними. Крім того, тут відбулася гра чвертьфіналу, в якій збірна СРСР обіграла Угорщину з рахунком 2:1, 23 липня 1966 року.
«Рокер Парк» був стадіоном, який головним чином складався з терас зі стоячими місцями. До початку 1990-х він застарів і гостро постала потреба осучаснити його, тим більше доповідь Тейлора наказала всім клубам Прем'єр-ліги та Футбольної ліги обладнати свої стадіони тільки сидячими місцями до початку сезону 1994/95. Але перетворення трибун в повністю сидячі призвело б до значного зменшення кількості глядацьких місць. Тому було вирішено побудувати новий стадіон.
В останній прощальній грі в 1997 році на «Рокер Парку» опонентом «Сандерленда» був «Ліверпуль». «Сандерленд» виграв з рахунком 1:0, останній гол на «Рокер Парку» забив півзахисник Джон Маллін.
«Рокер Парк» був демонтований у 1998 році. Ділянка стадіону була віддана під житлову забудову.